# Tvorovice
Tvorovice jsou obec v okrese Prostějov v Olomouckém kraji. Žije zde 283 obyvatel.

## Název
Základem jména vesnice bylo osobní jméno Tvor, které zřejmě mělo hanlivý význam. Výchozí tvar Tvorovici byl pojmenováním obyvatel vsi a znamenal "Tvorovi lidé".

## Historie
Tvorovice náležejí do skupiny nejstarších osad, vzniklých na Moravě v 9. až 11. století. První písemná zmínka o obci z roku 1367 v zemských deskách uvádí vlastnictví majetků zpětně až k roku 1357.
Tak jako v jiných hanáckých obcích, byl v Tvorovicích svobodník, který měl v zemských deskách olomouckých zapsán majetek a poddané. Byl jím Martin z Tvorovic, který žil roku 1368 v Tvorovicích; jiný majetek zde např. před rokem 1371 vlastnil Sulík z Tvorovic. Majetky byly prodávány a kupovány, jak o tom svědčí dlouhé řady vlastníků, až velmoži Albert a Petr ze Šternberka soustředili postupem času do svých rukou celé Tvorovice a darovali je 1384 klášteru augustiniánů ve Šternberku, který založili. Klášterní dvůr měl soustavou 3 až 4 chovných rybníků, dokládá to také pozdní Josefínské vyměřování. Rybniční hospodářství doplňovala pole, louky, vinice, lesík, zpracováni lnu, konopí – svědčí o tom záznamy v pramenech.
Podrobné zprávy o obci se zachovaly teprve z doby po třicetileté válce, kterou Tvorovice velmi utrpěly; trpěly vlastně po celou dobu od svého vzniku ve všech válkách a nájezdech a s nimi spojených epidemiemi, včetně morových. Před rokem 1580 je zprostředkovaně doložena starobylá obecní pečeť, na níž je zobrazen srp a ryba. Upomínkou na dávnou minulost obce je jednak soudobá obnova jednoho rybníka, jednak heraldiky zpracovaný nový znak a prapor obce. Klášter byl roku 1784 zrušen a půda připadla jednak obci, jednak za mírnou úplatu byla rozdělena mezi familianty – kolonisty, při současném vzniku satelitní osady Nové Tvorovice. Původní osada s klášterním dvorem, byla od té doby nazývána Staré Tvorovice. Velkostatek výšovský, k němuž Tvorovice do zrušení poddanství patřily, koupil roku 1809 arcivévoda Ferdinand Karel Rakouský-d'Este.
Obec byla původně přiškolena do Klenovic na Hané. V roce 1788 pořídila si obec vlastní školu, aby si (1831) postavila školu novou. Učilo se v ní až do června 1975, kdy byla škola totalitním režimem zrušena a obec opět přiškolena do Klenovic. V letech 1826 až 1920 byl v obci v provozu větrný mlýn. Po roce 1890 patřila obec mezi jednu z největších pěstitelů cukrové řepy. V minulosti řádilo v obci dosti požárů usedlostí krytých šindelovou střechou, kterých bylo 95 % ještě v letech 1890–1895. Cihelna na pálené cihly vznikla v obci v roce 1896; po tragické smrti majitele byl v roce 1908 provoz ukončen. Družstevní rolnickou mlékárnu, vybudovanou v roce 1902, roku 1940 protektorátní úřady zrušily, nové zařízení demontovaly a odvezly do Nezamyslic. Tělocvičná jednota Sokol vybudovala v roce 1920 před obecní školou pomník padlým legionářům v první světové válce; pomník zachovaný dodnes se stal prvním svého druhu v mladé ČSR, stejně tak i hřbitov, vybudovaný příslušníky Církve československé a sloužící i příslušníkům jiných vyznání; v současnosti je hřbitovem obecním.
Historie obce byla od roku 1784 zaznamenána v několika kronikách; ne všechny se dochovaly do dnešních dnů; jejich nejpodstatnější regest je však obsažen v Kronice Ferdinanda Paráka z roku 1924. V jeho kronice se také nacházejí podpisy T. G. Masaryka, prvního prezidenta ČSR a francouzského maršála Philippe Pétaina, když se v obci v roce 1929 zastavili při inspekci vojenského cvičení u Klenovic. Ke sloučení Starých a Nových Tvorovic v jednu obec s názvem Tvorovice však došlo teprve v roce 1929.

## Obyvatelstvo

### Struktura
Vývoj počtu obyvatel za celou obec i za jeho jednotlivé části uvádí tabulka níže, ve které se zobrazuje i příslušnost jednotlivých částí k obci či následné odtržení.
| Místní části   | Místní části   | 1869 | 1880 | 1890 | 1900 | 1910 | 1921 | 1930 | 1950 | 1961 | 1970 | 1980 | 1991 | 2001 | 2011 | 2021 |
| -------------- | -------------- | ---- | ---- | ---- | ---- | ---- | ---- | ---- | ---- | ---- | ---- | ---- | ---- | ---- | ---- | ---- |
| Počet obyvatel | část Tvorovice | 414  | 457  | 437  | 474  | 478  | 494  | 500  | 412  | 436  | 430  | 376  | 312  | 300  | 292  | 272  |
| Počet domů     | část Tvorovice | 78   | 93   | 96   | 99   | 102  | 102  | 120  | 119  | 107  | 112  | 107  | 110  | 111  | 112  | 110  |

## Obecní správa

### Obecní symboly
Znak a vlajka byly obci uděleny rozhodnutím předsedy Poslanecké sněmovny Parlamentu České republiky dne 14. března 2002.

## Pamětihodnosti
- Kaple svatého Bartoloměje z roku 1883
- Hraniční kámen Josefínského vyměřování, poslední z původních osmi, byl v letech 2002 až 2006 zcizen.

## Osobnosti
- Bartoloměj Navrátil (1848–1927), fyzik, objevitel elektrografie, matematik-statistik a pedagog
- František Olšaník (1862–1943), jeden ze zakladatelů Sokola v Kojetíně, od roku 1891 pomáhal zakládat sokolskou organizaci v Rusku
- Jan Pěček (1841–1923), ř. k. kněz, spoluzakladatel Moravsko-slezské křesťansko-sociální strany na Moravě
- Vladimír Zaoral (1915–1941), válečný pilot[8]

## Galerie

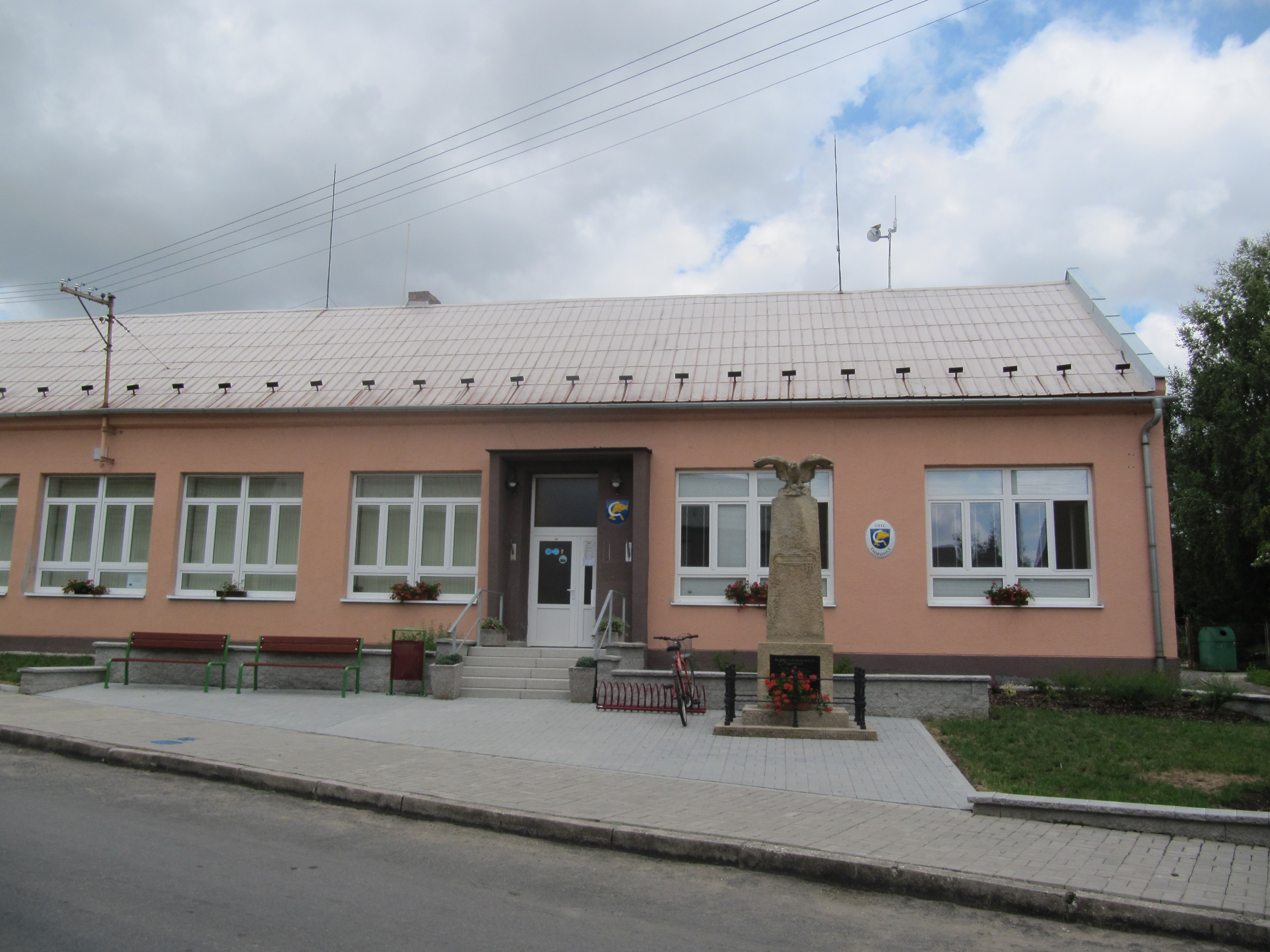
Obecní úřad
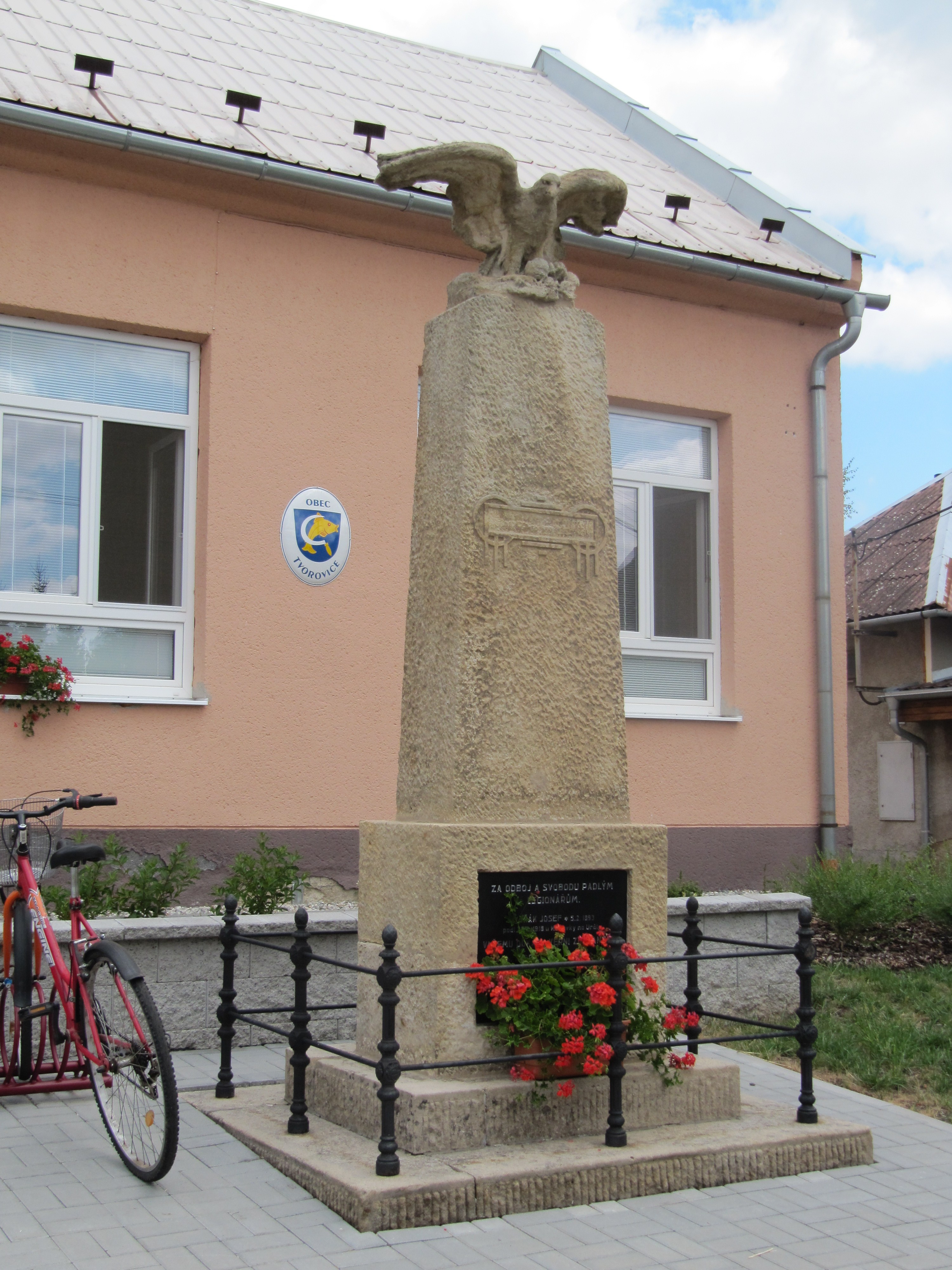
Pomník obětem 1. světové války
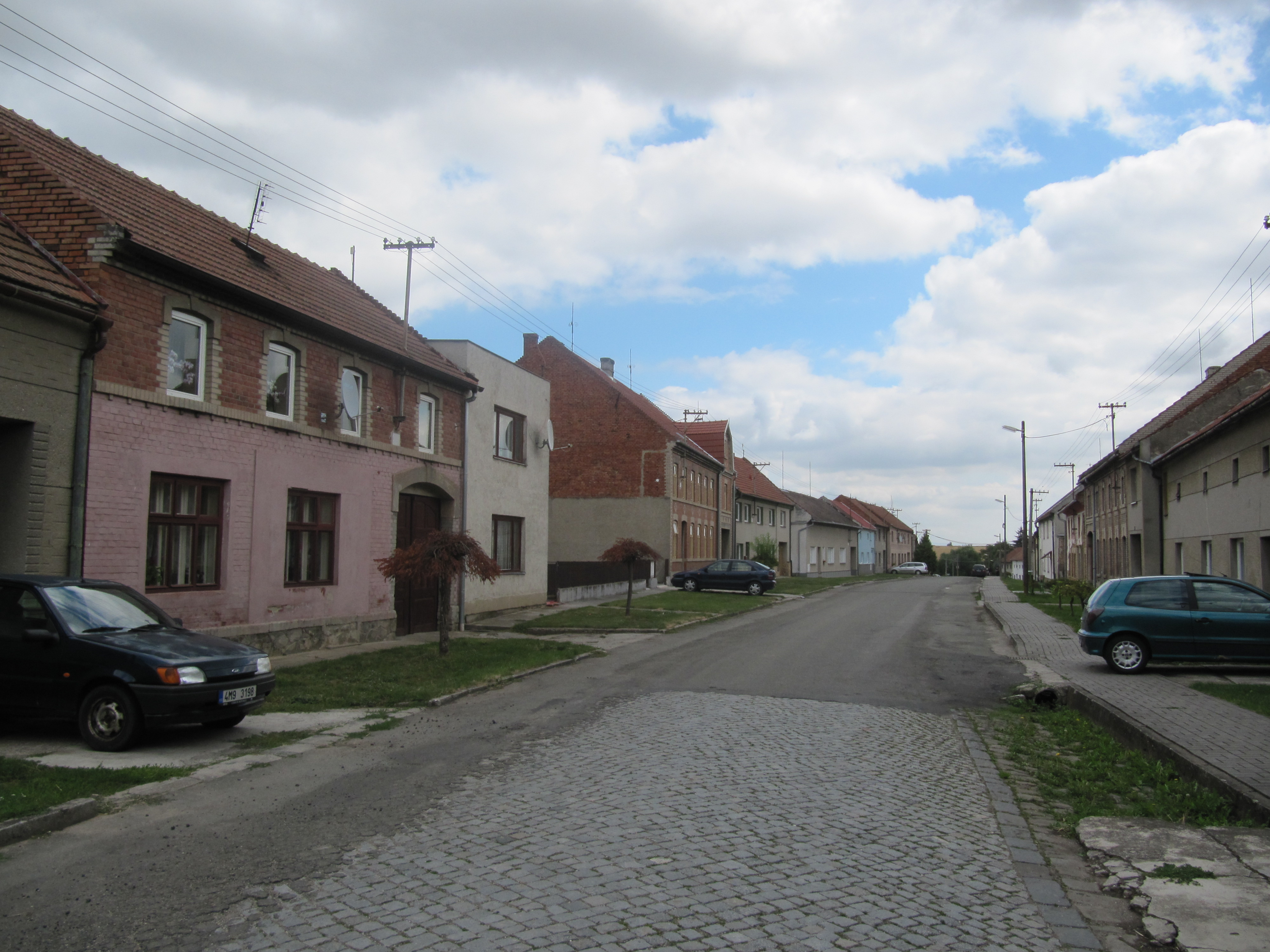
Hlavní ulice
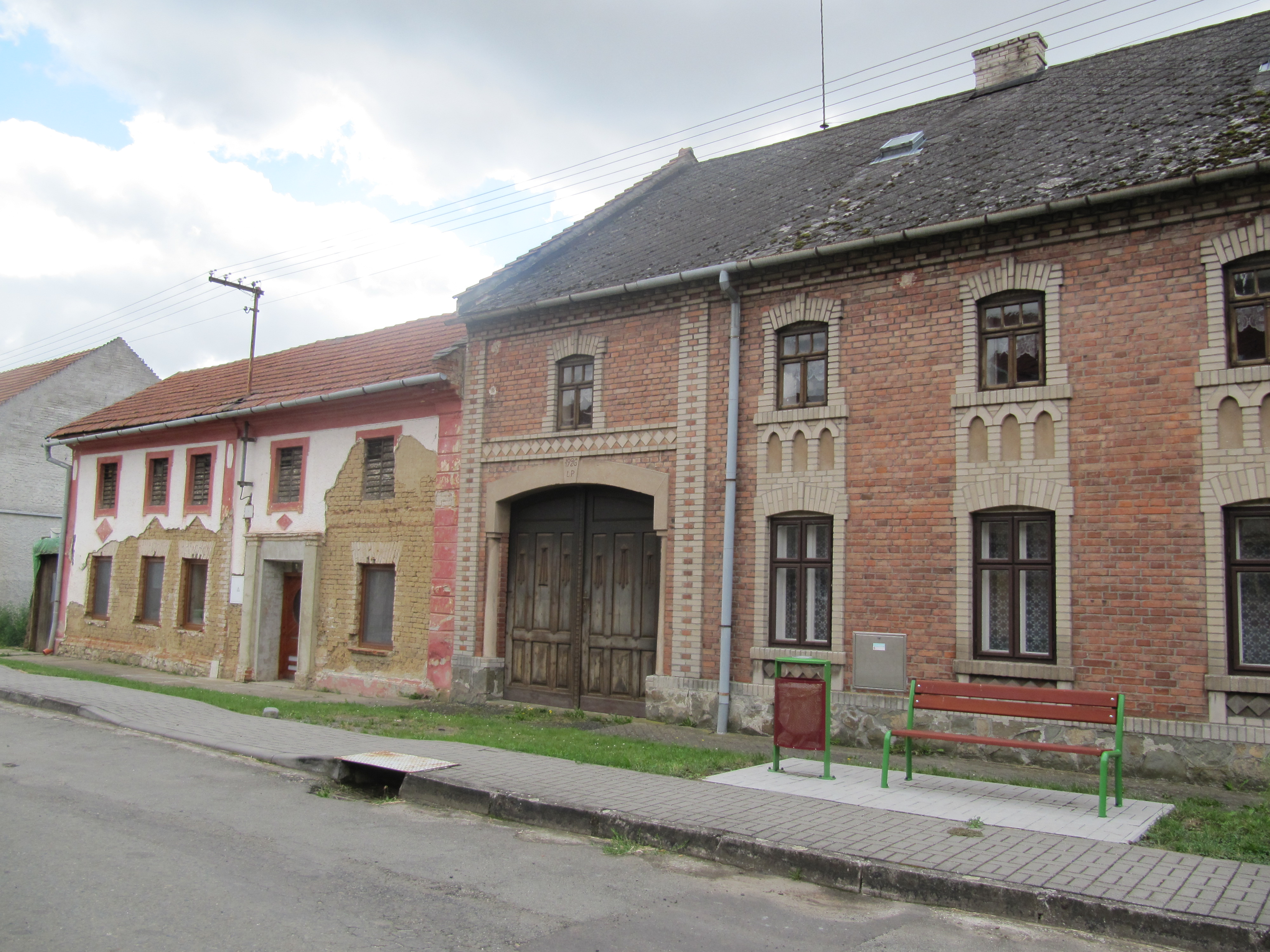
Domy č. p. 24 a 25.